# آیینه جادوگر
آیینه جادوگر (کره‌ای: 마녀보감; لاتین‌نویسی اصلاح‌شده: Manyeobogam) یا سکرت هیلر (انگلیسی: Secret Healer) یک مجموعهٔ تلویزیونی کره جنوبی سال ۲۰۱۶ با بازی یون شی-یون، کیم سه-رون، لی سونگ جه، یوم جونگ-آه و کواک شی-یانگ است. داستان این مجموعه الهام گرفته از کتابی به نام دونگ‌یی بوگام (동의보감) است. این مجموعه از ۱۳ مه تا ۱۶ ژوئیه ۲۰۱۶، روزهای جمعه و شنبه ساعت ۲۰:۳۰ (کی‌اس‌تی) از جی‌تی‌بی‌سی برای ۲۰ قسمت روی آنتن رفت.

## بازیگران

### اصلی
- یون شی-یون در نقش هو جون
- کیم سه-رون در نقش پرنسس سو-ری / یون-هی
- لی سونگ جه در نقش چوی هیون-سو
- یوم جونگ-آه در نقش شمن چوی هونگ-جو
- کواک شی-یانگ در نقش پونگ-یون

## تولید
قسمت ۷ در جمعه ۳ ژوئن ۲۰۱۶، به دلیل پخش ۵۲مین دوره جوایز هنری بکسانگ، پخش نشد. این قسمت در شنبه ۴ ژوئن همراه با قسمت ۸ پخش شد.